# Mecanització de xapa
El mecanitzat de xapa sense arrencada de ferritja ni deformació plàstica engloba una sèrie de processos de treball sobre el material en els quals s'usen màquines amb ferramentes específiques per tallar mecànicament el material amb la finalitat d'obtenir la geometria que es vol. En aquestos processos es treballa sempre en fred, amb els avantatges i inconvenients que açò implica, encara que a voltes es calfen els materials per treballar-los més fàcilment, però sense aplegar a la temperatura de recristal·lització. Aquestos processos són molt usats en la indústria per l'alta productivitat, per la qualitat dimensional i superficial que s'hi pot aconseguir, per la gran varietat de productes que s'hi poden produir i perquè permeten treballar amb una gran varietat de metalls.
La xapa és una làmina de metall prima que es fa servir per a construccions mecàniques com ara les carrosseries d'automòbils, cisternes de camions, etc.

## Punxonat i encunyat

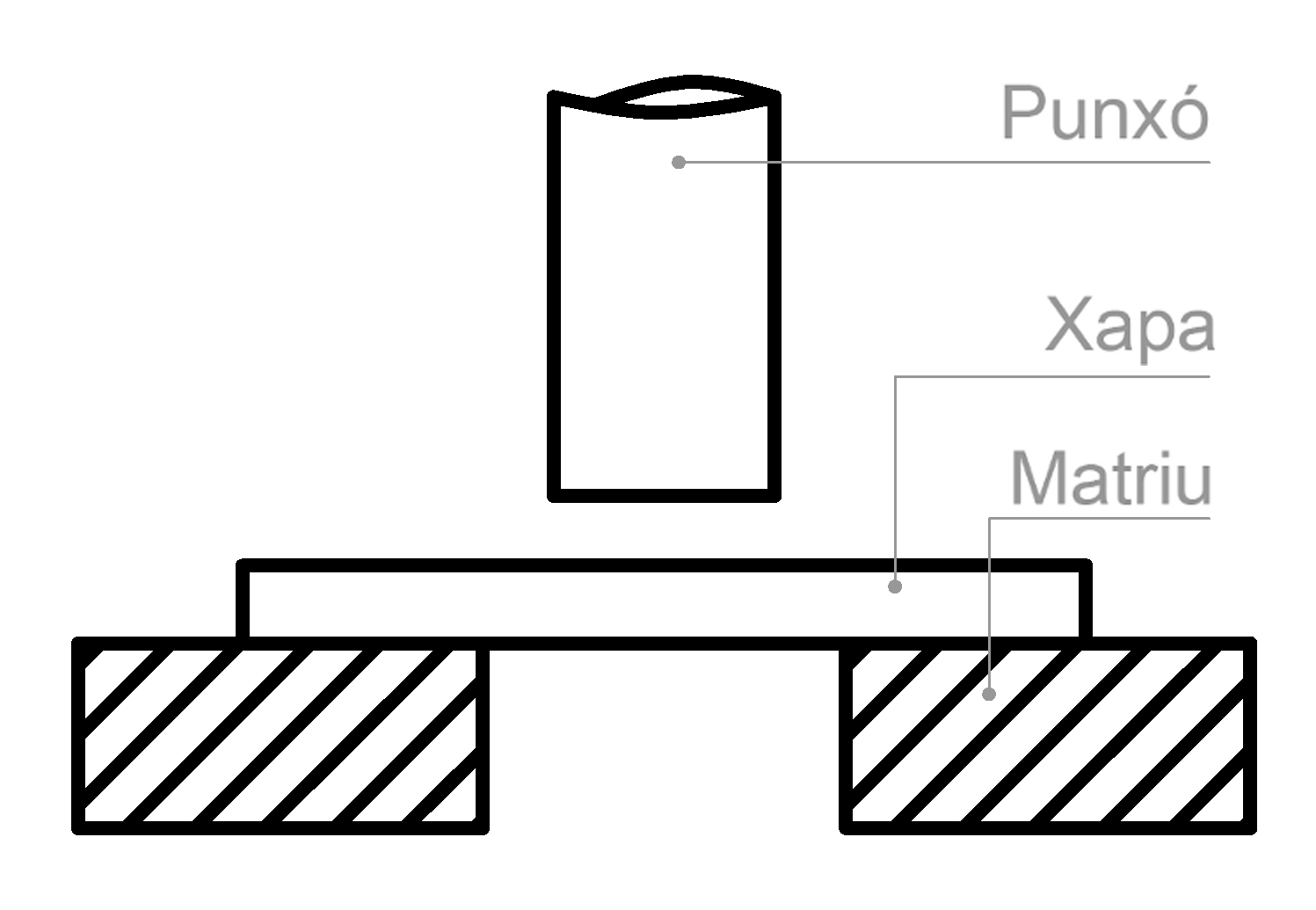
Esquema del punxonat.

És una operació mecànica que consisteix a separar material d'una xapa per pressió de la ferramenta de tall amb una línia tancada d'una forma determinada. Per fer-la s'usa un punxó o encuny que baixa fins a la peça a mecanitzar, recolzada en una matriu, fins a perforar-la i així obtenir la peça que es vol. La diferència entre punxonat i encunyat radica en el fet que, en el primer cas, el material que retalla el punxó és el rebuig i en el segon la peça a produir és la que retalla l'encuny, i les rebaves i altres imperfeccions queden a la xapa.

Les fases de mecanització de tall són les següents:
1. Quan el punxó impacta sobre la peça i avança cap a la matriu es produeix una deformació elàstica.
2. Quan el punxó continua avançant se supera el límit elàstic de la peça i hi ha una deformació plàstica.
3. El punxó penetra en la part superior de la xapa i mentrestant la part inferior entra en el forat de la matriu.
4. Finalment, apareixen dues esquerdes que progressen ràpidament per la xapa, que acaba fracturant-se.

### Tipus de talls

#### Tall únic
És una operació d'estampació que provoca un tall a la xapa mitjançant la utilització d'un punxó amb cantell viu per provocar el forat, unes guies que eviten que es desplace lateralment la xapa i una matriu que permet que el punxó faça pressió sobre el forat.
S'han de tenir molt en compte les dimensions que es volen obtenir i les de la matriu i el forat per garantir que s'obtengui la peça amb les dimensions adequades i que hi haja un petit joc punxó-matriu per evitar que el material acabe mal tallat o amb molta rebava.

##### Talls successius
Es basa en el criteri anterior, però de manera que es fan molts cops a la mateixa peça, normalment per obtenir la forma que s'extreu amb el punxó de la xapa. Així, s'intenta maximitzar el nombre de peces i garantir un gruix de seguretat per evitar que les peces surten defectuoses.

##### Talls simultanis
En aquest cas s'utilitza un mecanisme més complex que en els casos anteriors, ja que es busca obtenir una forma complexa amb la mateixa premsa. Per tant, en aquest cas, el procés és més car, però pot resultar eficaç per evitar transports si es busquen sèries molt llargues de la peça. En aquest cas, normalment, els utillatges disposen de diferents premses i matrius, segons la complexitat dels forats i les peces que es volen obtenir. També es poden fer diferents forats o talls en sèrie que ens permeten obtenir la peça amb els forats i contorns volguts.

##### Tall amb punxó de goma
Consisteix en un tall de la xapa mitjançant un punxó de goma que, per pressió, forada la part de material segons la forma de la plantilla o matriu inferior. Les xapes, en aquest cas, han de ser d'un gruix bastant petit. Aquest procés permet obtenir series més curtes, ja que el punxó es fa malbé més aviat, perquè la goma és menys resistent. De tota manera, pot resultar interessant sobretot per a casos particulars, ja que el cost del punxó de goma és inferior al dels utillatges dels casos anteriors.

#### Perforat
És un cas particular del punxonat que consisteix a fer forats en una xapa en gran nombre, d'un diàmetre reduït i molt a prop els uns dels altres.

#### Punxonat de forma (entallat)
És un punxonat en què no es fa el tall al llarg d'una línia tancada. Es treballa la perifèria de la xapa per fer rebaixos o entalles i conformar així el perímetre de la xapa que volem treballar.

### Desgast del punxó
Els esforços tallants que es produeixen quan perforem la xapa provoquen un desgast progressiu en el fil de tall del punxó i fan que apareguen rebaves i contorns indefinits en les peces produïdes. Quan es dona aquesta pèrdua de qualitat es fa necessari un afilat de la ferramenta.

### Anàlisi física del procés

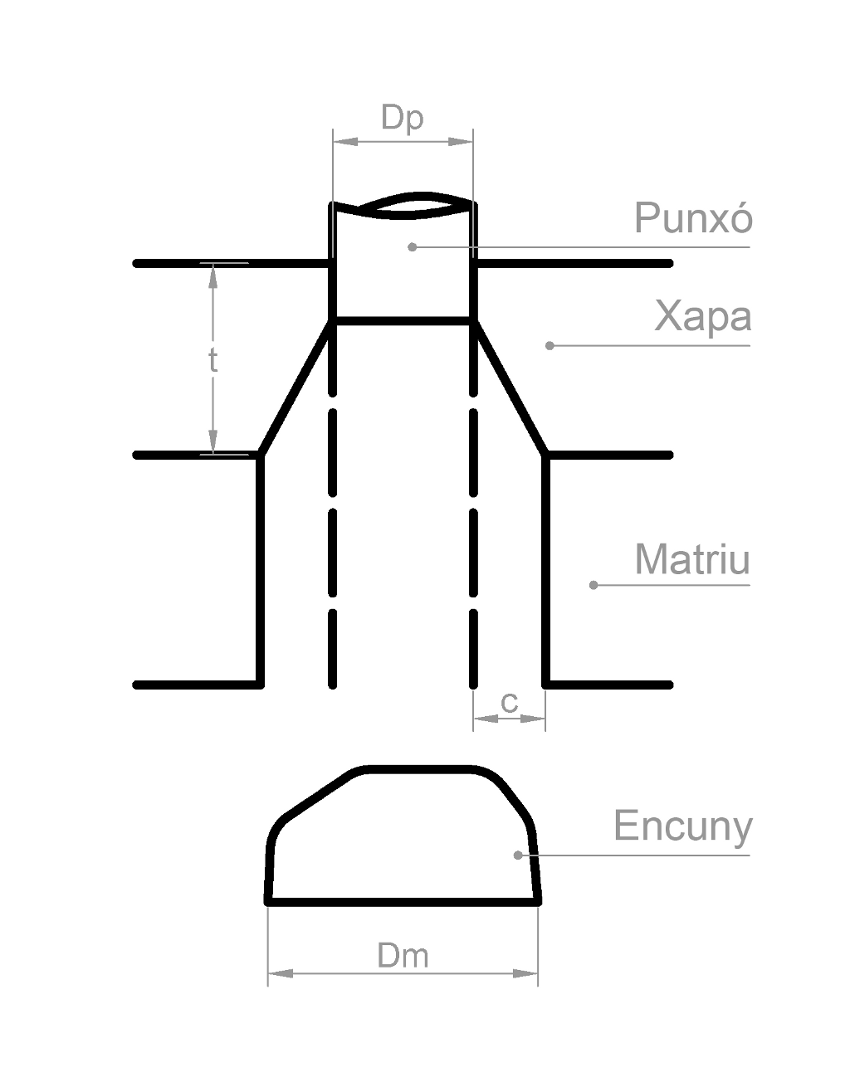
Esquema del procés i les variables a tindre en compte.

A continuació s'exposarà una anàlisi física del procés de punxonat de manera que s'observen les forces que apareixen durant aquest procés de mecanització, així com la determinació del diàmetre del punxó i de la matriu en funció del tipus de xapa a mecanitzar. Definim les variables que ens interessen i que apareixen en l'esquema:
- Paràmetre c.

{\displaystyle c=a\cdot t}
És la distància (joc) que hi ha entre el punxó i la matriu. Depèn de la ductilitat del material i del gruix de la xapa a mecanitzar. On:
- {\displaystyle a=} Tolerància. Es determina segons el tipus de metall de la xapa a mecanitzar (Vegeu Taula 1).
- {\displaystyle t=} Gruix de la xapa a mecanitzar.

Aquest paràmetre, depenent del valor que tinga, ens indica dues coses:
- Com més petit sigui el paràmetre c, les forces que apareixeran durant el procés seran més grans.

- Com més gran sigui el paràmetre c, apareixerà més quantitat de rebava a l'encuny.

| Grup metàl·lic                                                                                               | Tolerància (a) |
| --- | -------------- |
| Aliatges d'alumini, tots els tremps 1100S i 5052S                                                            | 0.045          |
| Aliatges d'alumini 2024ST i 6061ST; llautó, tots els tremps; acer suau laminat en fred; acer inoxidable fred | 0.060          |
| Acer laminat en fred, duresa mitjana, acer inoxidable, duresa mitjana i alta                                 | 0.075          |

- La relació entre el diàmetre de la matriu i el diàmetre del punxó és:

{\displaystyle Dp=Dm-2c}
Com s'observa, el paràmetre c intervé en la relació de totes les mesures. Això és evident, ja que aquest últim depèn de la ductilitat del material i del gruix de la xapa a mecanitzar, i ens marcarà les condicions que necessitem per fer el procés.
- La força que es necessita per fer el punxonat és:

{\displaystyle Fpunxonat=\tau _{r}\cdot t\cdot L}
On:
- {\displaystyle \tau _{r}=} Tensió de trencament a esforç tallant.
- {\displaystyle L=} Longitud del perímetre del tros encunyat.

- Si la tensió de trencament a esforç tallant no es coneix, es pot estimar amb:

{\displaystyle \tau _{r}=0,7+\sigma _{r}}
On:
- {\displaystyle \sigma _{r}=} Tensió de trencament a tracció.

Per saber més coses del punxonat de la xapa, vegeu: Procés de punxonat de la xapa

## Tall
És un procés per mitjà del qual produïm separació de material de la xapa d'una manera progressiva sense cops o impactes de la ferramenta de tall. Generalment s'usa en xapes de xicotet gruix fent ús de ferramentes de tall com tisores, guillotines, cisalles, etc. Aquest procés pot rebre noms particulars depenent del tipus de tall i de quina manera s'ha fet el tall, com són: 

### Cisallat

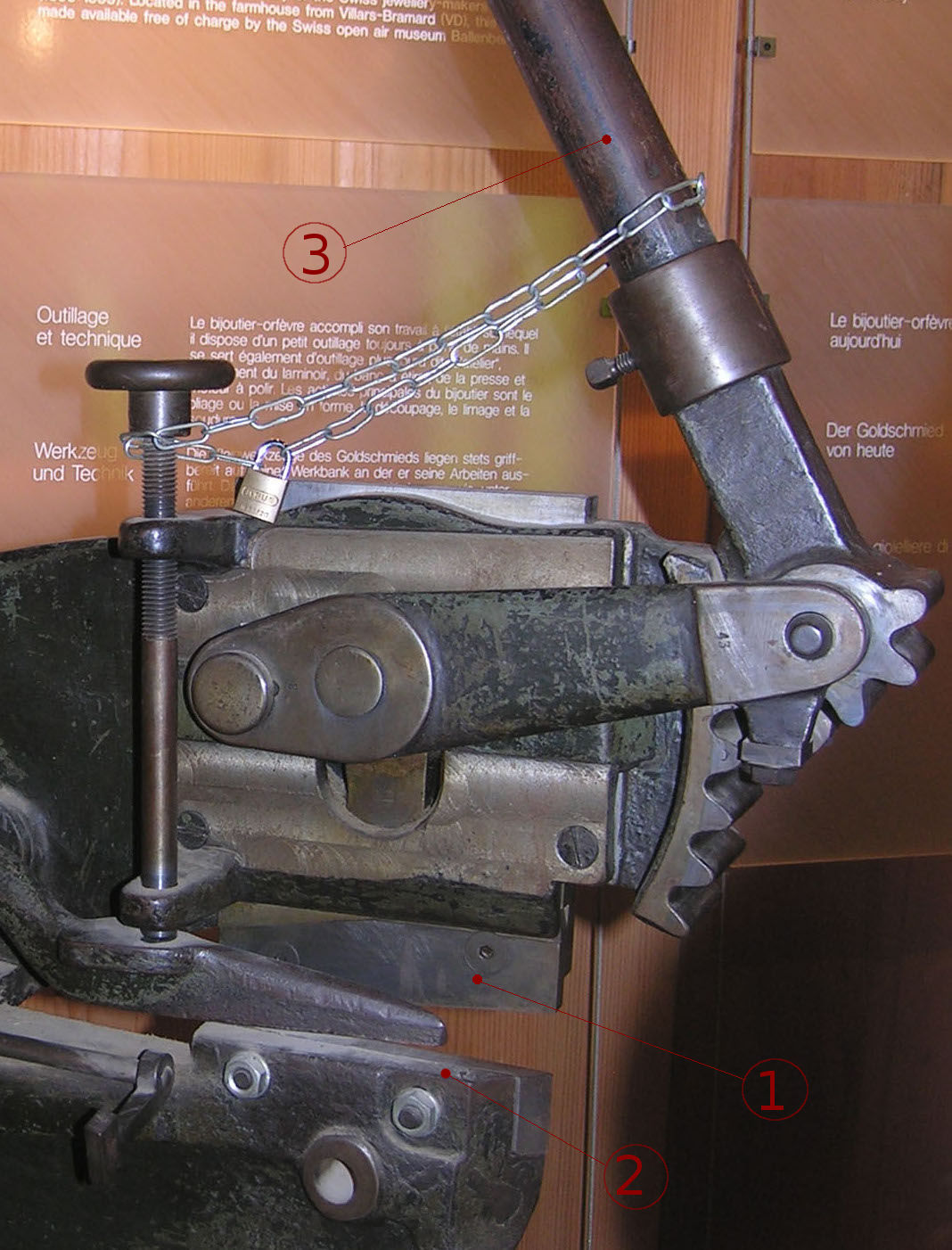
Fotografia on s'indiquen les parts més bàsiques d'una cisalla amb full. 1. Full, 2. Banqueta de treball, 3. Palanca accionadora

El cisallat és un procés de tall que es caracteritza pel fet que no produïx cap mena de ferritja, de calor ni de reacció química. És ràpid i precís, i es fa en línia recta. Es tracta d'un procés en fred capaç de treballar materials tan diversos com paper, ceràmica, fusta i xapa, que és aquell en què ens centrarem.
El mecanisme que s'utilitza per fer aquesta tasca consta d'una premsa que porta adossada una fulla que s'abaixa amb una palanca fins a la xapa que volem tallar. Aquesta última estarà recolzada a la banqueta de treball d'aquesta ferramenta. La fulla tindrà un angle d'inclinació que se situa entre els 4° i els 8°, sense sobrepassar mai els 15°. La inclinació és necessària per aprofitar la força quan accionem el mecanisme. Ens interessa situar la xapa tan a prop com siga possible de la boca de la cisalla; així farem una força de tall més gran. El procés de tall de la xapa mitjançant cisalla es pot explicar físicament en quatre etapes:
- (1) La fulla comença a baixar fins a prendre contacte amb la xapa, que està recolzada a la banqueta de treball (o dau).

- (2) Quan la fulla comença a fer força sobre la xapa i sobrepassa la vora del dau cap avall, es produeix una deformació plàstica en la peça.

- (3) Mentre la fulla va avançant cap avall, es produeix la penetració de la fulla sobre la xapa, que la comprimeix i provoca el tall. Aquesta zona de penetració és, generalment, una tercera part del gruix de la xapa a mecanitzar.

- (4) En l'última fase, la fulla continua avançant i inicia la fractura en el treball entre les dues vores de tall (la de la fulla i la del dau). Si la separació entre aquestes és la correcta, les dues línies de fractura es troben i produeixen la separació neta de la xapa en dues peces.

Cal destacar que, a més d'aquest mecanisme, n'hi ha altres que tenen configuracions diferents, però que compleixen la mateixa funció, com, per exemple, la cisalla amb dues fulles o bé la rotativa.

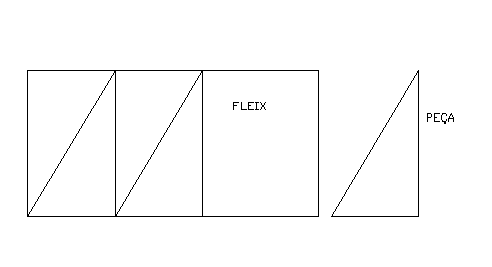
Tall en el fleix.

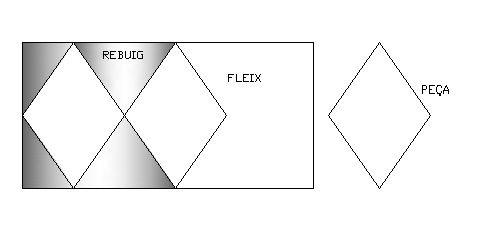
Tall de separació en el fleix.

### Tall
És una operació que es fa mitjançant una matriu que es col·loca sobre una premsa. En aquest cas, el tall no segueix una línia recta, sinó que té la forma que vulguem obtindre. La característica principal d'aquest procés és que no hi ha rebuig de material, ja que les peces que s'obtenen són consecutives i en un principi estarien unides per la línia de tall que serà el contorn de la peça que obtenim.

### Separació
Aquest procés de mecanització és el mateix que l'anterior, però la principal diferencia és que en aquest tipus de tall sí que hi ha rebuig de material, ja que les peces que produïm no comparteixen la mateixa línia de tall en el seu contorn.

### Incisió
És un tall amb una separació parcial de material de la xapa que volem mecanitzar que posteriorment es doblega. Un exemple d'aplicació d'aquest tipus de tall és la realització de pestanyes.

## Processos alternatius de tall
Hi ha altres mètodes de tall de xapa per obtenir o longituds menors o perfils complicats que requereixen més precisió; també són útils perquè eviten de manera efectiva alguns problemes del mecanitzat tradicional, com poden ser despesa energètica, deformacions per esforços residuals en les zones mecanitzades, etc. Aquestos processos reben el nom de processos especials de mecanització o processos no convencionals de mecanització. Les característiques generals d'aquestos és que són no mecànics i no generen ferritja. Es poden classificar en quatre grups segons com es faça l'acció del tall. Els grups són: 
1. Químics: fan el procés per mitjà de reaccions químiques.
2. Electroquímics: l'acció electrolítica és la que produeix el tall.
3. Mecànics: l'eliminació del material es fa per abrasió o erosió, o bé amb ferramentes amb diversos punts de tall.
4. Tèrmics: Es vaporitza el material concentrant a altes temperatures en punts localitzats.

Alguns dels processos especials de mecanització més utilitzats són:

### Tall amb làser

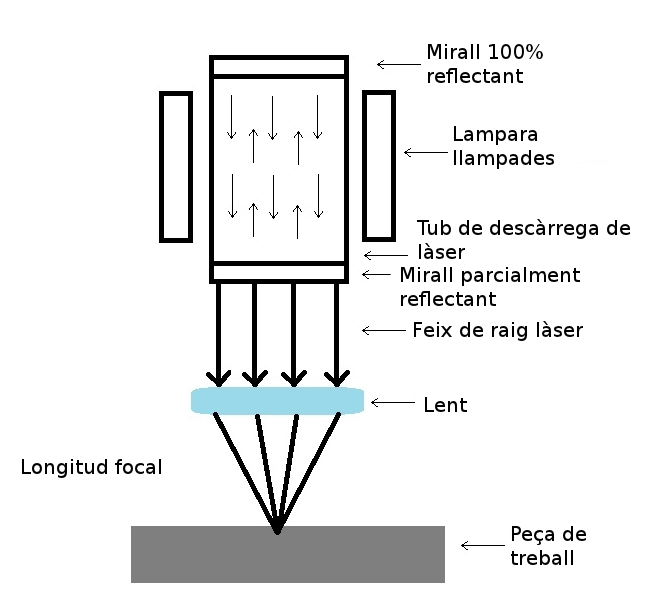
Esquema làser.

És un procés tèrmic que consisteix en la focalització d'un feix de làser en un punt del material que es vol tractar perquè es fonga i s'evapore per aconseguir així el tall. Fonamentalment, amb el tall làser es fan dos operacions: el trepat de forats i el tall bidimensional.
En funció del tipus de tall que es necessite fer s'utilitzen diferents tipus de làsers:
| Tipus de làser | Aplicacions/Tipus de tall                                         |
| -------------- | ----------------------------------------------------------------- |
| CO₂            | Trepat Tall/traçat Gravat                                         |
| Nd             | Polsos d'alta energia Baixa velocitat de repetició (1 kHz) Trepat |
| Nd-YAG         | Polso de molt alta energia Trepat Gravat Retallar                 |

Entre els principals avantatges d'aquest mètode de tall trobem:
- Possibilitat d'actuar sobre zones de mida reduïda a les quals és difícil d'accedir amb els mètodes de tall tradicionals.
- Mecanització de microorificis amb relacions de profunditat-diàmetre de 10:1.
- No es produeix desgast entre la peça i la ferramenta.
- Es tracta d'un tall molt precís i s'hi obtenen molt bons acabats.

Com a principal desavantatge trobem que, en no eliminar-se en grans quantitats el material, es produeix una capa refosa en el material i una zona en la qual les propietats mecàniques estan perjudicades per la calor produïda en el tall.

### Tall amb raig d'aigua

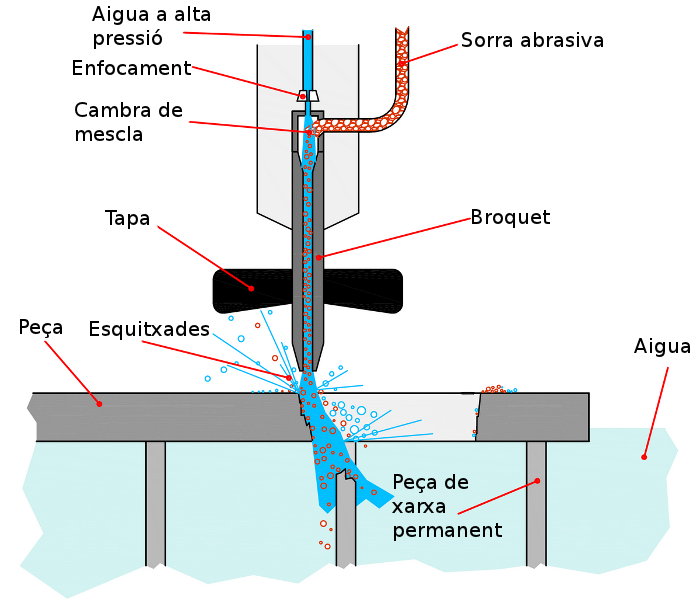
Esquema.

Consisteix en un procés mecànic que fa el tall gràcies a l'impacte de l'aigua sobre la peça. El tall es fa amb uns nivells alts de pressió de l'aigua (de 700 a 4.000 bars) produïts per un generador d'ultrapressions, canalitzant-la a través d'orificis molt petits que té a l'embocadura, aconseguint-se així forces de tall realment elevades. Aquesta embocadura permet més o menys cohesió del raig d'aigua, depenent de si volem més poder de tall o menys segons l'aplicació que es vol. L'orifici de l'embocadura s'ha de fabricar amb material molt dur per reduir el desgast, que és molt gran. A voltes, l'aigua es mescla amb abrasiu (raig d'aigua abrasiu) per augmentar el poder de tall i així poder tallar materials més durs i de més gruix.
Els avantatges enfront d'altres processos són els següents:
- No hi ha ferramentes de tall, l'única és l'aigua; per tant, no fan falta canvis.
- En tindre una bona qualitat superficial en el mateix tall, en alguns casos no calen operacions posteriors per millorar-la.
- El mateix equip talla tota mena de materials.
- Facilitat per fer contorns.
- És un treball en fred.
- No apareixen esforços residuals deguts als esforços de tall.
- Si el comparem amb el tall làser, el raig d'aigua pot tallar xapes de més gruix.
- No es produeixen gasos ni pol·lució.
- Bon control i precisió en el tall, en ser instal·lacions de control numèric.

Permet fer talls amb geometries complexes i uns acabats bons, i és més econòmic que el làser, però els acabats no són tan bons. A pesar d'això, té avantatges davant del làser. Permet tallar xapes amb més gruix.

### Oxitall

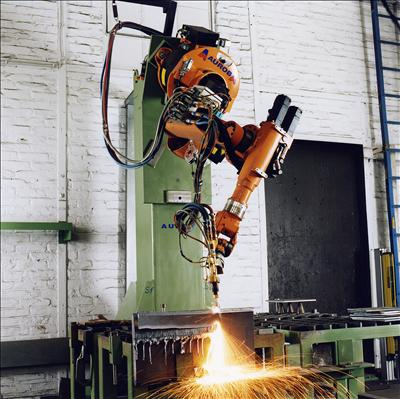
Oxitall robotitzat.

L'oxitall és una tècnica auxiliar a la soldadura que s'utilitza per a la preparació de les vores de les peces a soldar quan són d'un gruix considerable i per fer el tall de xapes, barres d'acer al carboni de baixa alineació o alts elements ferrosos.
Consta de dos etapes: en la primera, l'acer s'escalfa a alta temperatura (900 °C) amb una flama produïda per l'oxigen i un gas combustible. Aquest pot ser un gas qualsevol (acetilè, hidrogen, propà, hulla, etc.); en la segona, un corrent d'oxigen talla el metall i elimina els òxids de ferro produïts.
Permet fer talls en xapes de molt gruix, però el seu acabat superficial no és tan acurat com en els altres casos.
Es pot contaminar el tall. Crema el material literalment, és brut i poc precís. Apte per a ús manual o automatitzat.

### Mecanització electroquímica
És un procés en el qual l'eliminació de material es fa per dissolució anòdica en un corrent ràpid d'electròlits. Per poder fer el tall, la ferramenta necessita un càtode, que serà la mateixa ferramenta, i un ànode que serà la peça. Per permetre el pas elèctric, tant la peça com l'eina de tall han de ser conductores. La ferramenta de tall és el negatiu de la peça que volem obtenir. Aleshores, la mecanització es produeix en apropar la ferramenta a la peça i fer passar el corrent; a més, el corrent d'electròlit s'encarrega d'expulsar els residus del tall i dipositar-los en un filtre de decantació.

### Electroerosió

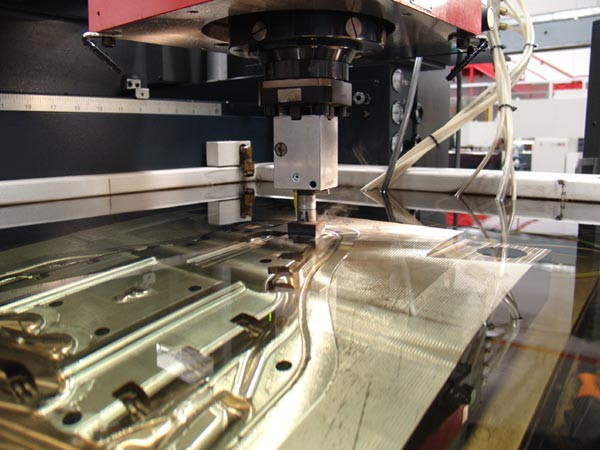
Procés d'electroerosió.

És un procés de fabricació d'indole tèrmica mitjançant el qual s'obté la forma d'una peça desitjada fent ús de descàrregues elèctriques (espurnes). Es retira el material de la peça per una sèrie de descàrregues de corrent continu entre dos elèctrodes separats per un dielèctric líquid. Un dels dos elèctrodes s'anomenarà "ferramenta" o "elèctrode", mentre que l'altre s'anomenarà "peça-elèctrode" o "peça".
Quan la distància entre els dos elèctrodes es redueix, la intensitat del camp elèctric en el volum els elèctrodes augmenta, trencant-se la resistència que ofereix el fluid dielèctric entre els dos elèctrodes, produint-se així el pas del corrent. Com a resultat, el material s'extrau dels elèctrodes.
Una vegada el flux de corrent es para, nous dielèctrics líquids es transmeten entre els elèctrodes. Això permetrà que les partícules sòlides (deixalles) siguen arrossegades i les qualitats de l'aïllament del dielèctric siguen restablertes.

### Electroerosió per fil

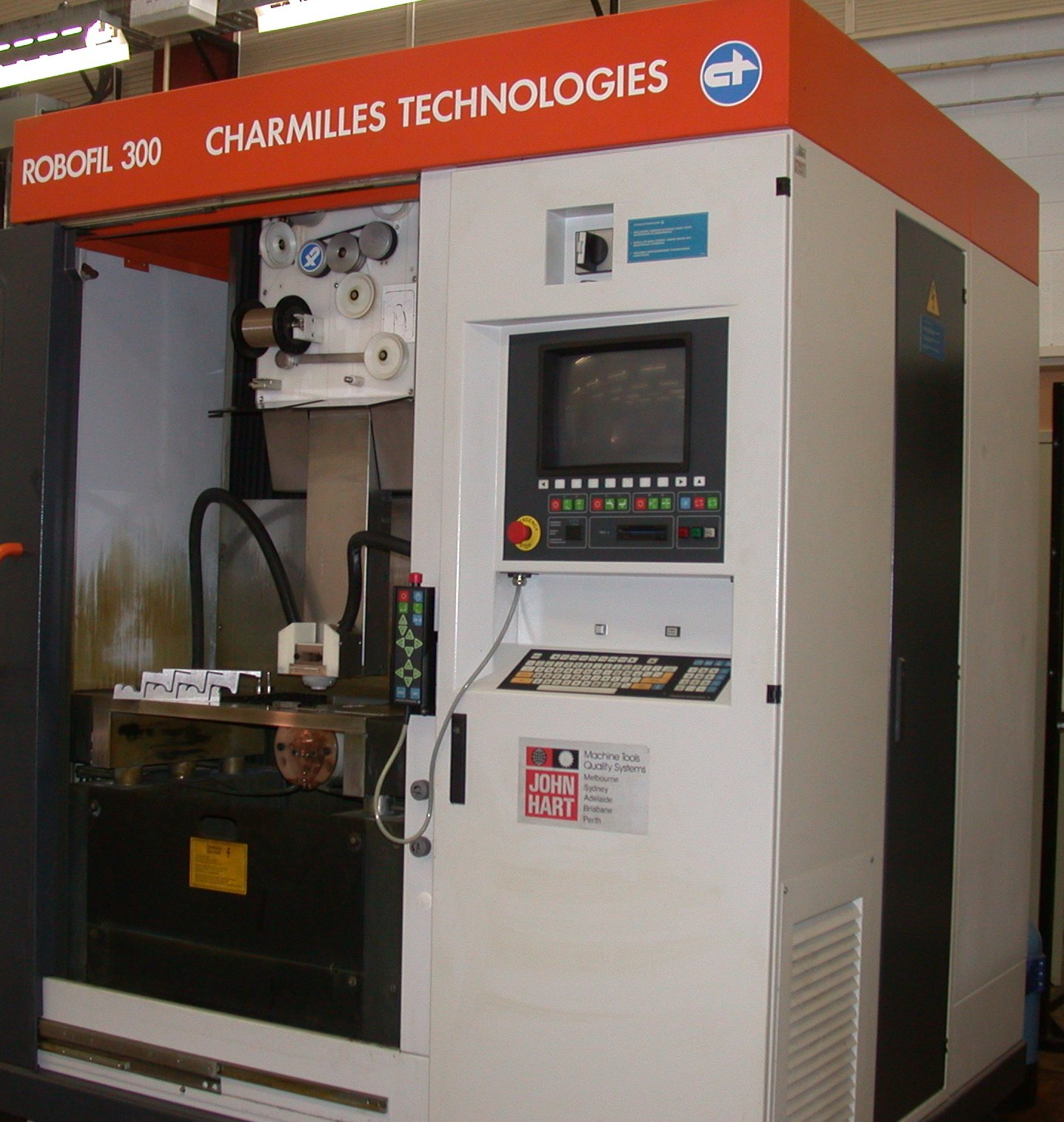
CNC d'electroerosió per fil.

És un procés derivat de la mecanització per electroerosió, encara que en aquest cas s'utilitza com a elèctrode un fil de diàmetre xicotet. El fil es tensa i s'enrotlla i desenrotlla per unes bobines. Per altra banda, el cable es desplaça amb l'ajuda d'un control numèric que permet fer incisions rectes en xapes de fins a 80 mm de gruix. Com a dielèctric s'utilitza aigua desionitzada. Els materials més habituals del fil són el llautó, el coure, el wolframi i el molibdè.

## Vídeos dels processos
- Punxonat
- Cisellat en premsa
- Oxitall
- Tall amb raig d'aigua
- Tall amb làser